# Chicago Bears 1940
La stagione 1940 dei Chicago Bears è stata la 20ª della franchigia nella National Football League. La squadra terminò con un record di 8-3 al primo posto della Western Division. Si qualifIcò così per la finale di campionato dove batté i Washington Redskins per 73-0, il risultato più largo della storia della NFL, vincendo il suo quarto titolo.
Nel Draft NFL 1940 i Bears scelsero Clyde "Bulldog" Turner che avrebbe vinto quattro titoli con la squadra e sarebbe stato introdotto nella Pro Football Hall of Fame nel 1966.

## Calendario
| Stagione regolare |                        |                   |           |           |        |
| Data              | Avversario             | Stadio            | Risultato | Punteggio | Record |
| 22 settembre      | at Green Bay Packers   | East Stadium      | V         | 41–10     | 1–0    |
| 25 settembre      | at Chicago Cardinals   | Comiskey Park     | S         | 21–7      | 1–1    |
| 6 ottobre         | at Cleveland Rams      | Municipal Stadium | V         | 21–14     | 2–1    |
| 13 ottobre        | Detroit Lions          | Wrigley Field     | V         | 7–0       | 3–1    |
| 20 ottobre        | Brooklyn Dodgers       | Wrigley Field     | V         | 16–7      | 4–1    |
| 27 ottobre        | at New York Giants     | Polo Grounds      | V         | 37–21     | 5–1    |
| 3 novembre        | Green Bay Packers      | Wrigley Field     | V         | 14–7      | 6–1    |
| 10 novembre       | at Detroit Lions       | Briggs Stadium    | S         | 17–14     | 6–2    |
| 17 novembre       | at Washington Redskins | Griffith Stadium  | S         | 7–3       | 6–3    |
| 24 novembre       | Cleveland Rams         | Wrigley Field     | V         | 47–25     | 7–3    |
| 1º dicembre       | Chicago Cardinals      | Wrigley Field     | V         | 31–23     | 8–3    |

### Finale
| Finale     |                        |                  |           |           |
| Data       | Avversario             | Stadio           | Risultato | Punteggio |
| 8 dicembre | at Washington Redskins | Griffith Stadium | V         | 73-0      |

## Classifiche
| NFL Western Division |   |   |   |      |       |     |     |     |
|                      | V | S | P | %    | DIV   | PF  | PS  | STR |
| Chicago Bears        | 8 | 3 | 0 | .727 | 6–2   | 238 | 152 | V2  |
| Green Bay Packers    | 6 | 4 | 1 | .600 | 4–3–1 | 238 | 155 | P1  |
| Detroit Lions        | 5 | 5 | 1 | .500 | 4–3–1 | 138 | 153 | S1  |
| Cleveland Rams       | 4 | 6 | 1 | .400 | 2–5–1 | 171 | 191 | P1  |
| Chicago Cardinals    | 2 | 7 | 2 | .222 | 2–5–1 | 139 | 222 | S3  |

Nota: I pareggi non venivano conteggiati ai fini della classifica fino al 1972.